# HC Leipzig
HC Leipzig er en tysk håndboldklub, der kommer fra Leipzig, der spiller i den anden bedste kvindelige håndboldrække i Tyskland, 2. Bundesliga.

## Meritter
- Tyske mestre (19): 1957, 1965, 1968, 1969, 1970, 1971, 1972, 1973, 1975, 1976, 1978, 1984, 1988, 1991, 1998, 1999, 2002, 2006 og 2009
- DHB-Pokal (7): 1983, 1987, 1996, 2000, 2006, 2007 og 2008
- DHB-Supercup (2): 2008 og 2009
- Mesterholdenes europacup (2): 1966 og 1974
- EHF Cup-vindere (2): 1986 og 1992